# 粮市镇
粮市镇，是中华人民共和国湖南省衡陽市祁东县下辖的一个乡镇级行政单位。

## 行政区划
粮市镇下辖以下地区：
粮船埠社区、梅子村、石桥山村、刘丫村、赤松亭村、大益村、宝塔村、民主村、槽马村、广积村、安家村、甘棠村、高冲村、樟树岭村、木子村、石埠村、灌塘村、枫冲村、西木村、茶塘村、藕塘村、谭家村、粮市村、召家村、九司村和黄金村。